# Уго Грузія
Уго Грузія (фр. Ugo Crousillat, 27 жовтня 1990) — французький і чорногорський ватерполіст. У складі збірної Чорногорії здобув срібну медаль Чемпіонату світу з водних видів спорту 2013 року.